# Palazzo dei Vescovi (Cadilana)
Il cosiddetto palazzo dei Vescovi, in seguito palazzo Barni, è un palazzotto rurale sito nel centro abitato di Cadilana, frazione del comune di Corte Palasio, nell'Oltreadda Lodigiano.

## Storia
Il palazzo nacque nel Seicento come dimora rurale di qualche ordine religioso della diocesi laudense, divenendo in seguito luogo di villeggiatura vescovile.
In seguito passò alla nobile famiglia lodigiana dei Barni, che già possedeva nella vicina Roncadello una sontuosa villa di campagna.

## Caratteristiche
Il palazzo è posto in fregio alla strada Lodi-Crema, in posizione leggermente arretrata.
È composto da un unico corpo di fabbrica di tre piani a cui si affianca sul lato destro un fabbricato rurale sporgente che sporgendo delimita un piccolo cortile.
La facciata è scandita da sei paraste modanate di ordine gigante.
Gli interni erano in origine ornati di affreschi; ora sono suddivisi in diversi appartamenti e non possiedono più motivi di interesse.